# خیابان کاوفینگا

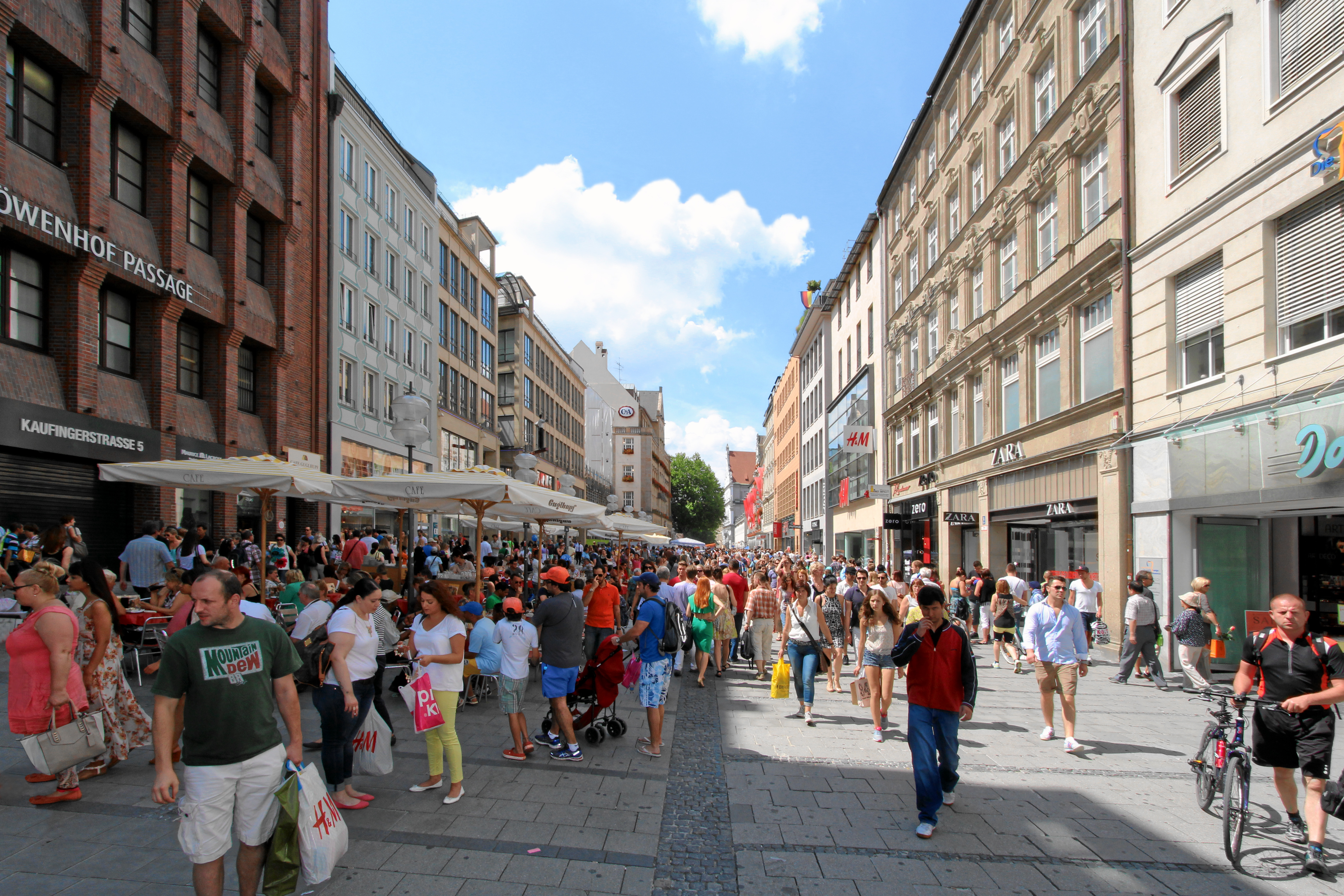
خیابان کاوفینگا در نزدیکی میدان مارین

خیابان کاوفینگا (آلمانی: Kaufingerstraße) یکی از قدیمی‌ترین خیابانها در مونیخ است که همراه با خیابان نویهاوزا از مهمترین مراکز خرید در مونیخ هستند.
خیابان کاوفینگا در امتداد غربی میدان مارین قرار گرفته است از سال ۱۹۷۲ بخشی از منطقه پیاده‌راه در مرکز شهر مونیخ است.
در ماه می ۲۰۱۱، با حدود ۱۲۹۷۵ رهگذر در ساعت، خیابان کاوفینگا یکی از پرفروشترین خیابانهای تجاری در آلمان بوده است. در همان سال چهارمین خیابان تجاری پربازدید آلمان نام گرفت. اجاره بها در این خیابان از هر خیابان آلمان گرانتر است. در سال ۲۰۰۸ مبلغ اجاره بها برای هر متر مربع ۳۰۰ یورو و فروش هر متر مربع ۵۰۰۰۰ یورو بوده است.